# Аль-Сайед, Мухаммед
Мухаммед Аль-Сайед (род. 2 ноября 1981) — катарский шахматист, гроссмейстер (2009).
В составе сборной Катара участник 9-и Олимпиад (1994—2002, 2006—2012).

## Изменения рейтинга
| Графики недоступны из-за технических проблем. См. информацию на Фабрикаторе и на mediawiki.org. |